# 9472 Bruges
9472 Bruges è un asteroide della fascia principale. Scoperto nel 1998, presenta un'orbita caratterizzata da un semiasse maggiore pari a 3,0541466 UA e da un'eccentricità di 0,1648989, inclinata di 1,04996° rispetto all'eclittica. Prende il nome dall'omonima città in Belgio.